# 罗曼·舒赫维奇
罗曼-塔拉斯·约瑟福维奇·舒赫维奇（羅馬化：Roman-Taras Yosypovych Shukhevych；1907年6月30日—1950年3月5日），乌克兰政治人物、军事指挥官、民族主义者，他也是二战期间乌克兰反抗军的领袖之一。
早年加入反抗苏联的乌克兰民族主义军事组织。后流亡奥地利，并于1929年加入乌克兰民族主义者组织。
他最初与纳粹德国合作。但在苏德战争期间，因希望建立獨立的烏克兰國，不受纳粹德国控制，于1942年10月在沃里尼亚建立乌克兰反抗军，自任司令官，反抗並同德军和苏联游击队进行战争，活跃于乌克兰西部和波兰，曾直接參與策劃沃里尼亞與東加利西亞地區的種族屠殺。该军队受到外国的援助，至1943年已有四万多人。翌年德军败退，舒赫维奇指挥乌克兰反抗军，同苏联红军进行游击战。
1945年5月柏林陷落后，蘇聯政府鎮壓起義軍的力度逐漸加大，1946年起，蘇聯政府以利沃夫軍區、喀爾巴阡軍區的全部兵力投入清剿行動。1950年3月，舒赫维奇在利沃夫被苏联国家安全部俘虏，他举枪自杀。
今日乌克兰人将舒赫维奇和班德拉视为民族英雄。